# Sønderjysk Rundtur i 1930'erne
Sønderjysk Rundtur i 1930'erne er en dansk turistfilm fra 1934 med dokumentariske optagelser.

## Handling
Ribe. Kirken i Brøns. Marsklandet. Ballum Sluse. Rømø-færgen, der kun kan sejle ved højvande, Kongsmark færgested hvorfra den hestetrukne jernbane kører tværs over Rømø til badestranden ved Lakolk, naturen med klitter og den gamle Skipperkirke. Vinden er strid - haverne værnes med tørvediger. Løgumkloster, kendt for klosterkirken og hestemarkedet. Maler J. Th. Lundbyes mindesmærke i Bedsted. Trøjborg. Højer - storkenes by - og Højer Sluse, hvor fårene græsser på 'forlandet'. Schackenborg Slot i Møgeltønder. Frisergaarden ved Rudbøl og grænsestenen, som er lagt ned i vejen. Tønder By. De danske skolebørn er til fest på stadion. Grænsen - den korteste i Europa - markeres med 278 grænsesten. Frøslev Plantage er en af de største plantager i landet. Grænsehjemmet i Kollund er det ideelle udgangspunkt for vandringer og studier i grænselandet. Okseøerne ved Sønderhav. Ved fjorden ligger der et stort ålerøgeri. Ringridning i Graasten. Graasten Slot, de berømmelige staudebede og æblerne. Teglværksindustrien på Broager Land er gammel - Kronborg og andre slotte er bygget af sten herfra. Broager Kirke og mindehøjen for de faldne i 1. Verdenskrig. Dybbøl Mølle maler igen efter den sidste hærgende brand. Sønderborg med Chr. X's Bro, slottet og strandpromenaden. Als er en smuk ø. En af de frie ungdomsskoler, Danebod Højskole ved Fynshav. Mommark færgehavn med forbindelse til Faaborg. Aabenraa - højspændingsværket forsyner et stort område med elektricitet. Løjtland. Knivsbjerg hæver sig 100 meter over havet. Den travle havn i Haderslev, domkirken, kasernen, Haderslev Dam, Fuglsang-bryggeriet. Starup Kirke. Christiansfeld: brødemenighedens kirkegård, hvor alle gravsten vender mod øst, de berømte honningkager. Skamlingsbanken.